# Святая Наталья (яхта, 1702)
«Святая Наталья» — парусная яхта Азовского флота России.

## Описание судна
Парусная яхта с деревянным корпусом, длина судна составляла 22,3 метра, а ширина 5,5 метра. Артиллерийское вооружение судна состояло из 8 орудий, а экипаж составляли 30 человек.
Яхта была названа в честь Натальи Кирилловны Нарышкиной — матери Петра I.

## История службы
Парусная яхта «Святая Наталья» была заложена на стапеле Воронежского адмиралтейства в 1698 году и после спуска на воду в 1702 году вошла в состав Азовского флота. Строительство яхты вёл кораблестроитель Выбе Геренс. В кампанию того же года была переведена с верфи в Азов.
В 1704 году перешла из Азова в Таганрог.
В кампанию 1710 года в апреле перешла из Таганрога в Азов, где была вытащена на берег для осмотра, по результатам которого был проведён её ремонт.
В 1711 году яхта была переведена из Азова в Черкесск.

## Командиры судна
Командирами яхты «Святая Наталья» в составе Российского флота в разное время служили:
- П. Б. Павлов (1702 год)[2].

### Комментарии
1. ↑  73 футов[1].
2. ↑  18 футов[1].